# Бад Хајлбрун
Бад Хајлбрун (њем. Bad Heilbrunn) општина је у њемачкој савезној држави Баварска. Једно је од 21 општинског средишта округа Бад Телц-Волфратсхаузен. Према процјени из 2010. у општини је живјело 3.755 становника. Посједује регионалну шифру (AGS) 9173111.

## Географски и демографски подаци
Бад Хајлбрун се налази у савезној држави Баварска у округу Бад Телц-Волфратсхаузен. Општина се налази на надморској висини од 682 метра. Површина општине износи 40,3 km². У самом мјесту је, према процјени из 2010. године, живјело 3.755 становника. Просјечна густина становништва износи 93 становника/km².